# Autour d'Honor
Autour d'Honor (titre original : More than Honor) est le premier recueil de nouvelles de la série Autour d'Honor édité par l'écrivain de science-fiction David Weber et paru en 1998. Il a été publié en France en 2013.

## Composition du recueil
- Une belle amitié ((en) A Beautiful Friendship) par David Weber
- La Croisière héroïque ((en) A Grand Tour) par David Drake
- Un parfum de mitraille ((en) A Whiff of Grapeshot) par Stephen Michael Stirling
- L'Univers d'Honor Harrington ((en) The Universe of Honor Harrington) par David Weber